# Вулиця Миру (фільм)
«Вулиця Миру» («Rahu tanav») — радянський художній фільм 1991 року, знятий режисером Романом Баскіним на кіностудії «Талліннфільм».

## Сюжет
На звичайній вулиці у затишних теплих будинках звичайним життям живуть звичайні люди. Якось у новорічну ніч трапляється несподіване - поряд із будинком з'являється вартовий, потім приповзає танк, і незабаром невідома армія займає все місто.

## У ролях
- Мікк Міківер — Вернер
- Юрі Ярвет — Яаак
- Марія Авдюшко — Лілька
- Кальє Кійск — Еуген
- Хелене Ваннарі — Селма
- Лаурі Віхман — Лаурі
- Катрін Карісма-Крумм — Агнес
- Тину Кілгас — Куно
- Керсті Крейсманн — Інга
- Арво Кукумягі — роль другого плану
- Вяйно Лаєс — Пеетер
- Сулев Луйк — Тійдус
- Лайне Мягі — Лагле
- Елізабет Тамм — Ріта
- Георг Янсон — роль другого плану
- Майт Лепік — солдат
- Герберт Селглайд — роль другого плану
- Хярмо Саарм — офіцер

## Знімальна група
- Режисер — Роман Баскін
- Сценарист — Тоомас Калл
- Оператор — Аго Руус
- Композитор — Ерккі-Свен Тююр
- Художник — Тоомас Хирак
- Продюсер — Маті Сеппінг

## Нагороди
Фільм отримав нагороди на кінофестивалях:
- Кінофестиваль у Котбусі (Німеччина), 1992, головний приз за найкращий фільм (1992)
- Європейська кінопремія[ru], номінація: актор другого плану 1992 року: Вяйно Лаес за роль Пеетер (1992)
- Премія, Дебют-92 - кінофестиваль (Москва, СРСР). Премія Російської академії відкритого кіно (1992)